# Джон Каспър
Джон Хауърд Каспър (на английски: John Howard Casper) е американски тест пилот и астронавт на НАСА, участник в четири космически полета.

## Образование
Джон Каспър се дипломира като инженер в Академията на USAF, Райт Патерсън, Охайо през 1966 г. През 1967 г. получава магистърска степен по астронавтика от университета Пардю, Индиана.

## Военна кариера
След дипломирането си, Каспър преминава курс на обучение на реактивен изтребител Норт Американ F-100 Супер сейбър в авиобазата Люк, Аризона. Зачислен е в 35 – то бойно авиокрило, базирано в Пан Ранг, Виетнам. По време на военните действия извършва 229 бойни полета. След Виетнам, Каспър преминава курс на обучение на F-4 Фантом и е преместен в 48 – мо тактическо авиокрило, базирано във Великобритания. След успешното завършване на школата за тест пилоти на USAF в авиобазата Едуардс, Калифорния, Каспър остава на служба там и е назначен за командир на екипа за изпитания и развитие на F-4. Кариерата му тръгва нагоре и е назначен последователно за заместник – командир и командир на 6513-а тест ескадрила. По-късно е прехвърлен в Пентагона, където става шеф на групата за специални проекти. В кариерата си има повече от 10000 полетни часа на 52 различни типа самолети, повечето реактивни.

## Служба в НАСА
Джон Хауърд Каспър е избран за астронавт от НАСА на 23 май 1984 г., Астронавтска група №10. Завършва успешно курса на обучение през юни 1985 г. Взима участие в четири космически полета и има 825 часа в космоса.

### Полети
| Космически полети на Джон Хауърд Каспър                  | Космически полети на Джон Хауърд Каспър | Космически полети на Джон Хауърд Каспър | Космически полети на Джон Хауърд Каспър | Космически полети на Джон Хауърд Каспър | Космически полети на Джон Хауърд Каспър | Космически полети на Джон Хауърд Каспър |
| №                                                        | Дата                                    | КК                                      | Емблема на мисията                      | Функции                                 | Продължителност                         |                                         |
| -------------------------------------------------------- | --------------------------------------- | --------------------------------------- | --------------------------------------- | --------------------------------------- | --------------------------------------- | --------------------------------------- |
| 1                                                        | 28 февруари 1990                        | „Атлантис“, мисия STS-36                |                                         | Пилот                                   | 4 денонощия 10 часа 18 мин. 22 сек.     |                                         |
| 2                                                        | 13 януари 1993                          | „Индевър“, мисия STS-54                 |                                         | Командир                                | 5 денонощия 23 часа 38 мин. 19 сек.     |                                         |
| 3                                                        | 4 март 1994                             | „Колумбия“, мисия STS-62                |                                         | Командир                                | 13 денонощия 23 часа 16 мин. 41 сек.    |                                         |
| 4                                                        | 19 май 1996                             | „Индевър“, мисия STS-77                 |                                         | Командир                                | 10 денонощия 00 часа 40 мин. 10 сек.    |                                         |
| Сумарно време в космоса – 34 дни 09 часа 52 мин. 32 сек. |                                         |                                         |                                         |                                         |                                         |                                         |

### Административна дейност
След прекратяване на активната летателна дейност през 1997 г., Джон Каспър остава на работа в НАСА. По време на службата си в НАСА, той е заемал някои от най-отговорните длъжности в агенцията:
1. Директор на сигурността и безопасността на полетите в Космическия център Линдън Джонсън, Хюстън, Тексас.
2. Шеф на вътрешната комисия, разследваща инцидента с Колумбия.
3. Асоцииран мениджър на програмата Спейс шатъл.

## Награди
- Медал за отлична служба;
- Легион за заслуги с дъбови листа (2);
- Летателен кръст за заслуги с три дъбови листа;
- Медал за похвална служба (2);
- Въздушен медал (11);
- Медал за похвала с дъбови листа (6);
- Медал за национална отбрана;
- Медал за участие във Витнамската война;
- Кръст за храброст;
- Медал на НАСА за участие в космически полет (4);
- Медал на НАСА за изключително лидерство;
- Медал на НАСА за изключителни заслуги (2);
- Медал на НАСА за изключителни постижения;
- Национален медал за научни постижения.